# アーザーディー広場
アーザーディー広場（アーザーディーひろば、ペルシア語: میدان آزادی、メイダーネ・アーザーディー - Meydān-e Āzādi、英語: Azadi Square、自由の広場を意味する）はイランの首都テヘランにある広場である。
アーザーディー広場の全面積は約50,000m2に周縁地域を合わせたものであり、テヘラン市内では最大、イラン国内でもイスファハーンのイマーム広場につぐ2番目に大きい広場である。
広場の中央には全高45mのアーザーディー・タワーが建設されている。
この広場はイラン革命以前はシャーヤード広場（ペルシア語: شهیاد、Shahyad、シャーの記憶を意味する）と呼ばれており、1979年12月12日に端を発するイラン革命のデモの舞台となった。アーザーディー広場は緑の革命中反対者によるデモが多く行われる場所ともなった。

## 接続
北口:  モハンマド・アリー・ジェナーフ高速道路

西口:  キャラジ・マフスース幹線道路

南西口:  メヘラーバード国際空港入港道路

南口:  サアイーディー高速道路

東口:  アーザーディー通り

公共交通機関:  テヘラン高速バス 1番線、メイダーネ・アーザーディー地下鉄駅